# 雍增·土登唐巴
雍增·土登唐巴（藏語：ཡོངས་འཛིན་ཐུབ་བསྟན་དམ་པ་，威利转写：yongs-vdzin thub-bstan dam-pa，1913年—1988年4月28日），男，藏族，西藏丁青人。藏传佛教格鲁派高僧，帕巴拉·格列朗杰活佛的经师。第六、七届全国政协委员。

## 生平
1913年，雍增·土登唐巴生于西藏丁青。1948年，任帕巴拉·格列朗杰活佛的经师。1959年，雍增·土登唐巴获拉让巴格西学位。1965年西藏自治区成立后，历任西藏自治区人民委员会副秘书长、西藏自治区第四届政协副主席，中国佛教协会常务理事、中国佛教协会西藏分会副会长。
1988年4月28日，雍增·土登唐巴圆寂。1988年5月7日《人民日报》报道称：
全国政协委员雍增·土登唐巴逝世
新华社拉萨5月6日电　全国政协委员、西藏自治区政协副主席、中国佛教协会常务理事、西藏佛教分会副会长雍增·土登唐巴同志因病于4月28日逝世，终年75岁。雍增·土登唐巴同志追悼会于今天下午在西藏自治区政协礼堂举行。
雍增·土登唐巴1913年生于西藏丁青县，1948年任帕巴拉·格列朗杰活佛经师。他历任西藏自治区政协委员，西藏佛协分会秘书长，西藏自治区人民委员会副秘书长，西藏自治区人大代表等职。
全国人大常委会副委员长阿沛·阿旺晋美、班禅额尔德尼·确吉坚赞分别打来电话和发来唁电，对雍增·土登唐巴逝世表示深切哀悼。中共中央统战部、全国政协、国家民委、国务院宗教局、中国佛教协会、西藏自治区党政军负责同志等献了花圈。

西藏自治区党政军负责同志及各界代表500多人参加了追悼会。追悼会由自治区党委副书记巴桑主持。